# Halcott (Nueva York)
Halcott es un pueblo ubicado en el condado de Greene en el estado estadounidense de Nueva York. En el año 2000 tenía una población de 193 habitantes y una densidad poblacional de 3.2 personas por km².

## Geografía
Halcott se encuentra ubicado en las coordenadas 42°12′9″N 74°28′59″O / 42.20250, -74.48306.

## Demografía
Según la Oficina del Censo en 2000 los ingresos medios por hogar en la localidad eran de $31,094, y los ingresos medios por familia eran $40,000. Los hombres tenían unos ingresos medios de $31,250 frente a los $20,417 para las mujeres. La renta per cápita para la localidad era de $21,627. Alrededor del 20.8% de la población estaban por debajo del umbral de pobreza.